# Аскью, Энн
Энн Аскью (англ. Anne Askew; 1521 — 16 июля 1546) — английская писательница, поэтесса и протестантская мученица, сожжённая на костре за ересь. Одна из первых поэтесс, писавших на английском, и первая англичанка, потребовавшая развод (как невиновная сторона на основании Библии).

## Жизнь
Энн Аскью родилась в 1521 году в Линкольншире. Её отец, Уильям Аскью, был богатым землевладельцем, служил при дворе короля Генриха VIII Тюдора и остался в истории как один из присяжных на суде над Анной Болейн. Энн была четвёртой из пяти детей. Помимо двух братьев и двух сестёр у нее также было два сводных брата. Она также была родственницей Роберта Аска, предводителя восстания «Благодатное паломничество» против короля. Уильям Аскью планировал выдать свою старшую дочь, Марту, замуж за Томаса Кайма. Однако Марта умерла, не дожив до свадьбы; тогда Уильям решил выдать замуж Энн, чтобы сохранить деньги, полученные от заключения помолвки. Ей на тот момент было 15 лет.
Энн была благочестивой протестанткой, она читала Библию, заучивала наизусть отрывки и оставалась верной протестантизму всю свою жизнь. Изучая Библию, она пришла к убеждению в ложности учения о пресуществлении, эти её высказывания породили некоторые споры среди горожан. Муж Энн был католиком и им было тяжело уживаться вместе. Энн родила двоих детей, прежде чем муж выгнал её из дома за её религиозные убеждения. Однако неизвестно, смогли ли дети выжить и вырасти, о них не упоминает ни один из современников Энн, кроме Бейли. Ещё до того, как Томас выгнал Энн из дома, она пыталась получить развод.
Потеряв дом, Энн переехала в Лондон. Там она познакомилась с другими протестантами и продолжила изучение Библии. Она предпочитала представляться своей девичьей фамилией, чем фамилией мужа. Во время своего пребывания в Лондоне Энн стала «евангелисткой», то есть проповедницей.
В марте 1545 года по указу мужа Энн была арестована и доставлена назад в Линкольншир. Томас потребовал, чтобы она осталась дома, однако Энн сбежала от него и вернулась в Лондон, чтобы продолжить читать проповеди.
В 1546 году Аскью пытали в Тауэре, а затем сожгли на костре в Смитфилде близ Лондона. Из-за перенесённых пыток Энн не смогла самостоятельно дойти до места казни, поэтому её принесли. Она была сожжена вместе с тремя другими протестантами.

## Арест и расследование
10 марта 1545 года Энн Аскью была арестована. Перед началом дознания она предстала перед комиссией по ереси. После этого ее допросил лондонский епископ Эдмунд Боннер. Он приказал посадить Аскью в тюрьму на 12 дней. Всё это время она отказывалась каяться в чем-либо. После почти двухнедельного заключения её двоюродному брату наконец разрешили посетить Аскью, а затем забрать под залог.
19 июня 1546 года Аксью снова была арестована и доставлена в тюрьму. На протяжении двух последующих дней ее допрашивали Джон Дадли, Стивен Гардинер, Томас Ризли (канцлер) и Уильям Пейджет (главный секретарь короля). Они пугали её смертной казнью, но она отказывалась признаваться в ереси и называть имена своих знакомых протестанток. Тогда было приказано пытать Аксью. Они пытались добиться от неё признания, что королева Катарина Парр и некоторые из её фрейлин тайно исповедуют протестантство. Согласно её собственным словам, а также свидетельствам охранников Тауэра, Энн пытали только один раз. Ее забрали из камеры примерно в 10 утра и отвели на нижний этаж замка. Аскью показали дыбу и спросили, не хочет ли она назвать имена других протестанток. Она отказалась называть какие-либо имена вообще. Тогда ей приказали снять с себя всю одежду, кроме нижней сорочки, затем привязали к дыбе и спросили ещё раз, но она ничего не ответила. Тогда Энн начали пытать. Согласно её собственным записям, сделанным в тюрьме, она теряла сознание от боли, тогда её приводили в чувство и начинали пытать снова. Вскоре после начала пыток двое из дознавателей отказались продолжать и покинули Тауэр, однако двое оставшихся продолжили пытки. После окончания пыток Энн больше не могла ходить самостоятельно, суставы рук и ног были выбиты. Аскью так и не назвала ни одного имени и её отнесли назад в камеру.

## Казнь

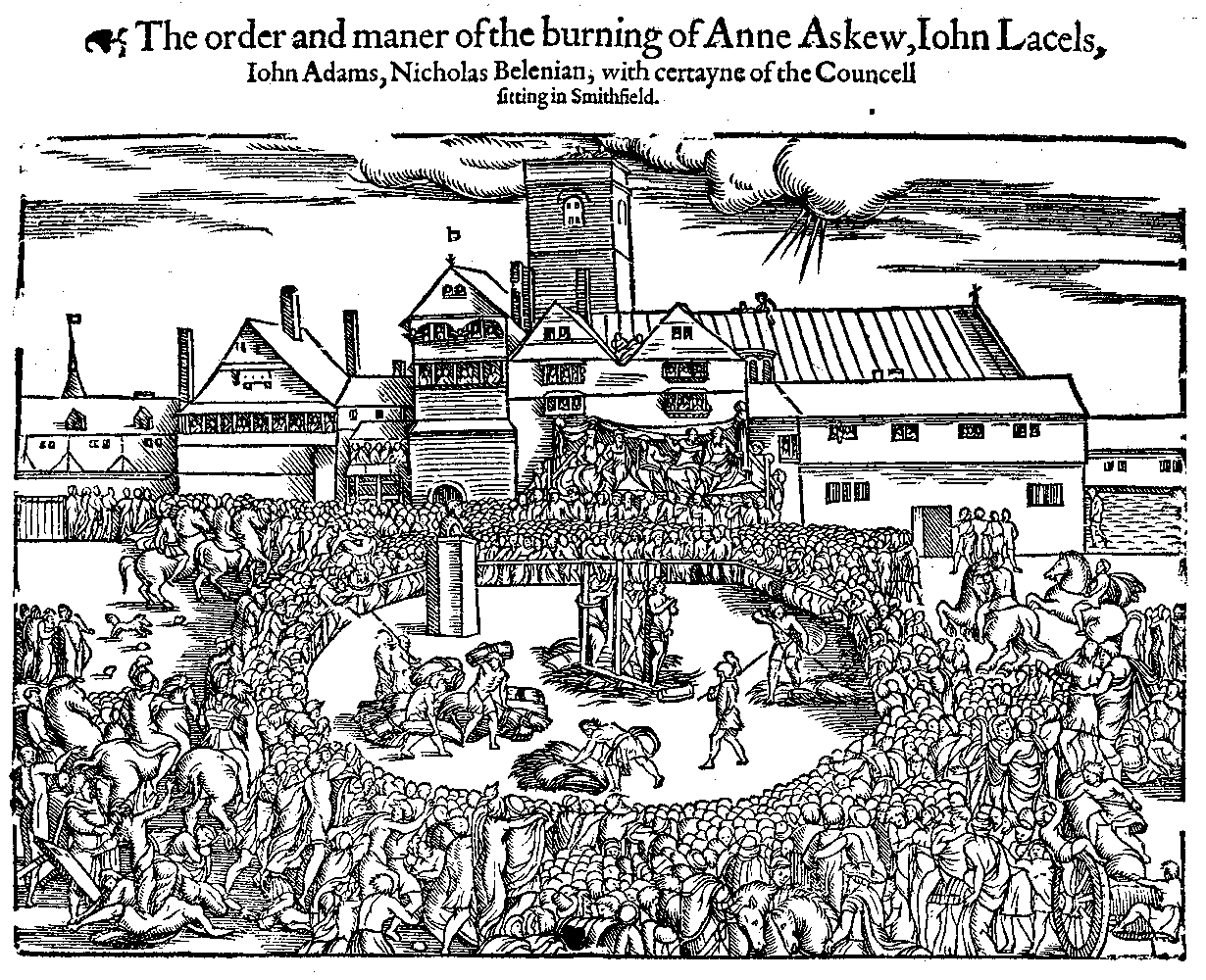
Иллюстрация казни Энн Аскью и других людей, признанных еретиками

16 июля 1546 года, в возрасте 26 лет, Энн Аскью была сожжена на костре. На место казни её принесли, на ней была только сорочка, в которой её пытали. Энн перетащили с носилок к столбу, на котором для неё было закреплено маленькое сиденье. Перед казнью заключённым дали последний шанс на помилование. Епископ поднялся к ним и начал проповедь. Энн внимательно его слушала и иногда соглашалась с его словами, а иногда выражала несогласие.
Из-за её неповиновения и упрямства, она была сожжена живьём, а не задушена перед казнью, как иногда делалось с приговорёнными. Те, кто наблюдал за происходящим, рассказывали, что Энн не кричала до тех пор, пока огонь не достиг её груди. Казнь длилась около часа, но Аскью потеряла сознание уже через 15 минут.

## Наследие
Энн написала книгу о своих испытаниях и своей вере, которая после ее смерти была опубликована Джоном Бейлом под названием «Испытания». А позже историк Джон Фокс включил «Испытания» в свою книгу «Actes and Monuments», более известную как «Книга мучеников Фокса». Однако известно, что и Бейл и Фокс самостоятельно редактировали «Испытания», вставляя свои комментарии, а Фокс даже по своему интерпретировал написанное. Оригинальной рукописи же не сохранилось.
«Испытания» Энн Аскью представляют собой хронику её преследования католиками и даёт представление о вере, религии и судьбе женщины XVI века. Это редкое свидетельство о жизни женщины тюдоровской эпохи, написанное самой женщиной, резко отклоняется от современного представления о том, какой должна была быть женщина XVI века. На сегодняшний день «Испытания» — одно из самых важных свидетельств религиозной смуты того времени.